# F.H. Bradley
Francis Herbert Bradley, född 30 januari 1846, död 18 september 1924, var en filosof av den brittiska idealisttraditionen och en av Englands mest kända tänkare från 1800-talets andra hälft.

## Biografi
Francis Herbert Bradley föddes i Clapham, Surrey, England. Han var det fjärde barnet och den äldste överlevande sonen till evangeliske prästen Charles Bradley och Emma Linton, Charles andra fru. Han utbildades vid Cheltenham College (1856) och Marlborough College (1861). Vid denna tid lärde han sig tyska och började läsa Immanuel Kants verk. Under vintern 1862-63 drabbades han av en feber som nästan tog hans liv och fick därefter lunginflammation. Han skyddades från och med sitt återhämtande från den hårda offentliga skolan genom att lämna den år 1863. Sedan antogs han till Oxfords universitet år 1865.
P.g.a. en allvarlig njurinflammation år 1871 hade han lätt för att bli kall och uttröttad och som följd av detta levde han ett tämligen stillsamt och ibland isolerat liv. Han besökte också regelbundet det varmare södra England och semestrade i diverse orter vid medelhavet.
Bradley var under sin levnadstid en av de mest respekterade och influensrika filosoferna i Storbritannien och fick hederstitlar från diverse universitet många gånger. Han var den förste brittiske filosofen att bli belönad med den kungliga utmärkelsen "the Order of Merit" och var känd för sitt pluralistiska perspektiv på filosofin. Bradleys filosofiska rykte blev dock kvickt mycket sämre efter hans död när den brittiske idealismen blev hårt attackerad av analytiska filosofer såsom bl.a. G.E. Moore och Bertrand Russell. Bradley mottog också känd kritik från den logiska empiristen Alfred Jules Ayer i hans bok Language, Truth and Logic för att han inte gjorde uttalanden som mötte kraven av den positivistiska verifikationsprincipen. Han utmålades därför enbart som en metafysiker och hånades därför. Han dog år 1924 och begraves i Oxford.

## Filosofi
Bradley avfärdade de utilitaristiska och empiricistiska trenderna i den Engelska filosofin och kritiserade flera av dess främsta historiska förespråkare, bl.a. John Locke, David Hume och John Stuart Mill. Bradley var starkt influerad av Immanuel Kant och de Tyska idealisterna Johann Fichte, Friedrich Schelling och Hegel. 
Bradleys mest inflytelserika bidrag till filosofin var förmodligen hans moralfilosofi där han bl.a. utmärkte sig för sin Hegelinspirerade etik samt för sin än idag flitigt använda kritik till hedonismen. Bradleys syn på etik förklarades utförligt i boken Ethical Studies från 1876. Hans utgångspunkt i boken var att via en serie sammanlänkade essäer arbeta dialektalt genom vad han ansåg vara felaktiga teorier och ta vara på det viktiga de faktiskt tog vara på för att slutligen nå fram till en riktig förståelse av etiken. Därför, menade Bradley, att det var viktigt att läsa essäerna i den ordning de står. På vägen till denna förståelse undersökte han också idén om personligt ansvar och hoten mot den från exempelvis determinismen. Han ställde sig sedan frågan varför man bör agera moraliskt överhuvudtaget och besvarar den genom att hävda att det bidrar till självförverkligandet. Genom att förklara vad detta och jaget är exakt avser han slutligen visa hur etiken bör förstås.
Även om han haft mest influens inom moralfilosofin är det dock förmodligen för hans metafysik som Bradley gjort sig mest känd. Han argumenterade i boken Appearance and Reality (1893) och via bemötandet av sin kritik för att vår syn på världen innehåller dolda motsägelser som lätt visar sig när vi funderar över dess konsekvenser. Hans egen syn kombinerade monismen med absolut idealism.
Utmärkande för Bradleys filosofiska teknik var också att särskilja ambiguiteterna inom språket, i synnerhet i individuella ord. Denna teknik kan kanske ses som föregångare till den senare utvecklingen inom språkfilosofin. 
Vissa av hans logiska doktriner har också blivit standardantagelser genom sin acceptans av Bertrand Russell.